# Белон, Валентин
Валентин Белон (фр. Valentin Belon; 5 июля 1995, Бетюн) — французский футболист, вратарь.

## Клубная карьера
Белон начинал играть в футбол в команде родного города Бетюн. С детства он являлся болельщиком клуба «Ланс» и в 13 лет оказался в молодёжной команде этого клуба. Перед началом сезона 2014/2015 Белон, уже имевший опыт выступлений за дубль, был переведён в первую команду «Ланса». 24 октября 2014 года в матче против «Тулузы» он дебютировал в Лиге 1, заменив получившего травму в предыдущей игре Рюди Рью. В сезоне 2014/2015 Белон сыграл ещё пять матчей в Лиге 1, а также один матч в Кубке французской лиги. В сезоне 2015/2016 он играл реже, проведя лишь три матча в Лиге 2, куда вылетел «Ланс». С сезона 2016/2017 Белон окончательно перестал попадать в состав, став лишь третьим вратарём в команде после Николя Душе и Жереми Вашу. В июле 2016 года Валентин был близок к тому, чтобы отправиться в «Булонь» на правах аренды, но переход не состоялся. Летом 2019 года перешёл на правах аренды в клуб лиги Насьональ «Лаваль». Летом 2021 года, по завершении контракта с «Лансом», Белон покинул клуб.